# Monumento Nacional Grand Staircase-Escalante
O Monumento Nacional Grand Staircase-Escalante (GSENM) é um monumento nacional dos Estados Unidos que protege a Grand Staircase, o Platô Kaiparowits e os Canyons of the Escalante (Rio Escalante) no sul de Utah. Foi estabelecido em 1996 pelo presidente Bill Clinton sob a autoridade da Lei de Antiguidades com 1,7 milhão de acres de terra, posteriormente expandido para 1 880 461 acres (7 610 km2). Em 2017, o tamanho do monumento foi reduzido pela metade em uma proclamação presidencial sucessiva e foi restaurado em 2021. A terra está entre as mais remotas do país; foi o último a ser mapeado nos Estados Unidos contíguos.
O monumento é administrado pelo Bureau of Land Management (BLM) como parte do sistema National Conservation Lands. O Grand Staircase–Escalante é o primeiro e maior monumento nacional gerido pelo BLM. Os centros de visitantes estão localizados em Cannonville, Big Water, Escalante e Kanab.